# Lincoln MKZ
Lincoln MKZ — среднеразмерный престижный седан компании Lincoln, подразделения Ford Motor Company, выпускающийся с августа 2005 года в США. Первоначально назывался Lincoln Zephyr. Название Zephyr основано  на ранее весьма успешной модели Lincoln 1930-х годов. Но после первых месяцев продаж было решено переименовать его в MKZ.
MKZ является преемником заднеприводного Lincoln LS как самый маленький седан Lincoln. В модельном ряду стоит на ступень ниже седана Lincoln MKS. С 2009 выпускается гибридная версия автомобиля. С 2013 года выпускается второе поколение MKZ.

## Первое поколение

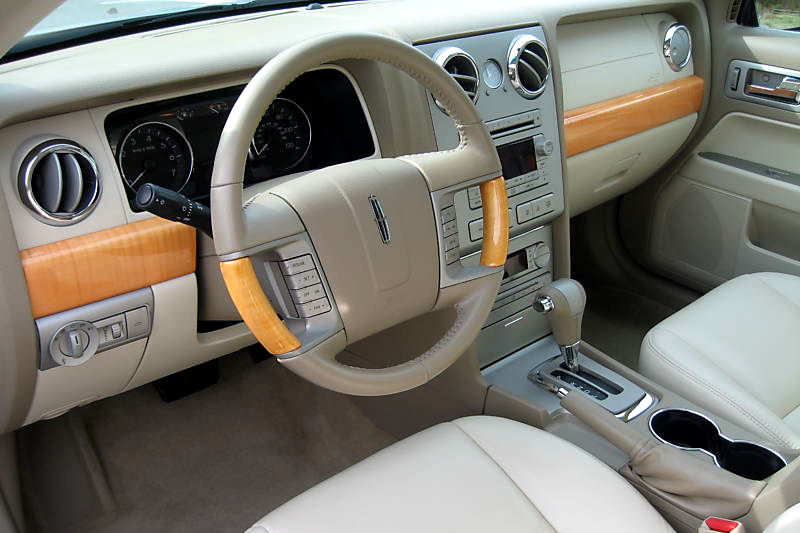
Интерьер Lincoln Zephyr, 2006

На MKZ устанавливался 3-литровый двигатель V6, 165 кВт. С 2007 модельного года также доступен 3,5-литровый двигатель  V6 , 186 кВт. Оба двигателя также устанавливаются на Mercury Milan и Ford Fusion, но имеют меньшую мощность. В сочетании с мощным двигателем V6 предлагается полный привод, что не лучшим образом влияет на производительность из-за значительной массы автомобиля. Будучи люксовым автомобилем, MKZ стал продаваться в 2006 по цене от 29995 USD (в базовой комплектации) вплоть до 35575 долларов США (в полной комплектации).

### 2009
В 2009 был произведён рестайлинг. Доступны и гибридные версии. 
В 2010 году в продажу поступил гибридный седан с 193-силовой силовой установкой, состоящей из 2,5-литрового бензинового мотора и электродвигателя. 

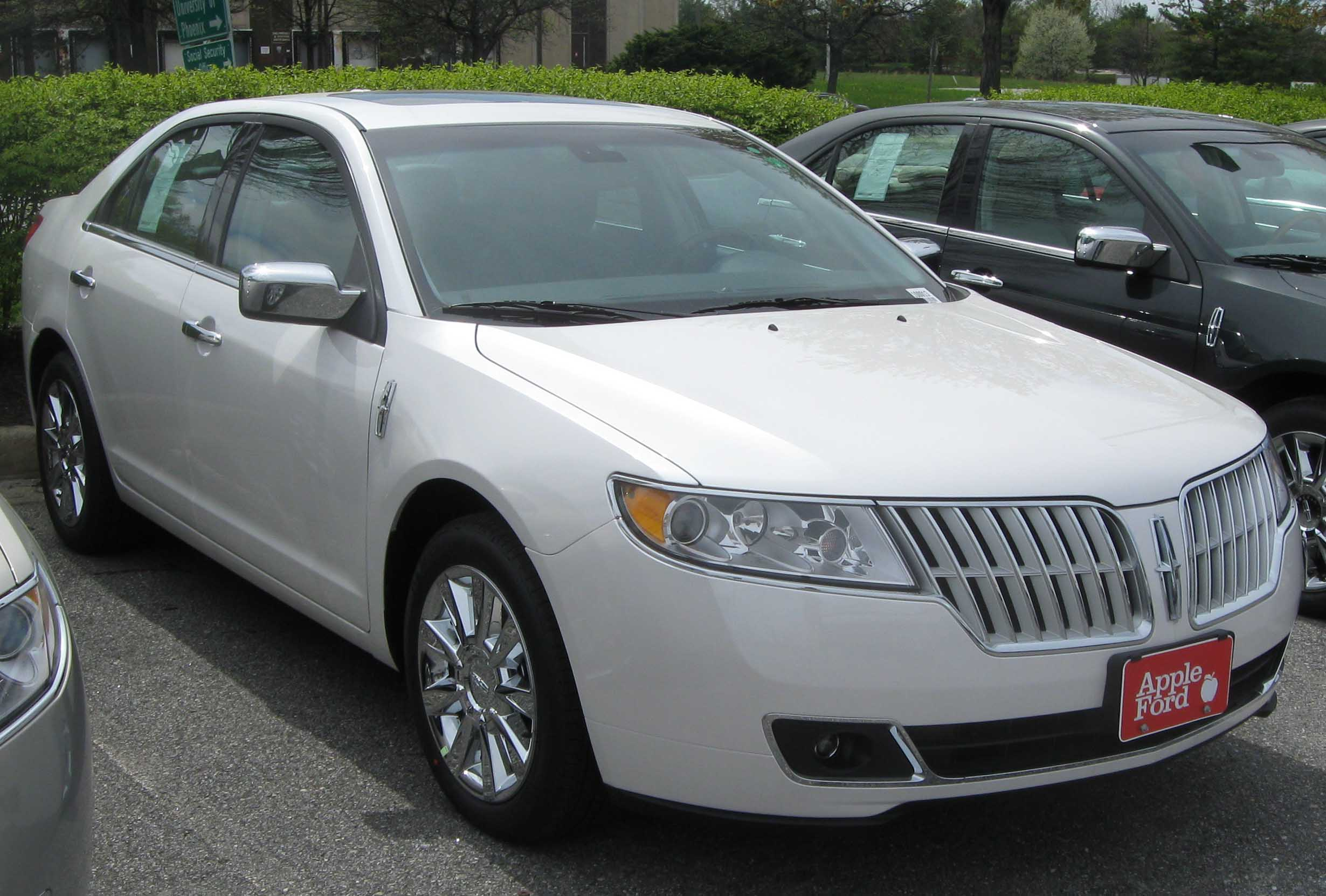
Lincoln MKZ, 2010

## Второе поколение
Концепт второго поколения был представлен на автосалоне в Детройте в 2012 году. Серийная версия была представлена в апреле на автосалоне в Нью-Йорке. Автомобиль официально продаётся на рынках США, Канады, Мексики, Китая и стран Ближнего Востока. В Россию автомобили Lincoln MKZ официально не поставляются.